# Fontinalis disticha
Fontinalis disticha là một loài Rêu trong họ Fontinalaceae. Loài này được Hook. f. & Wilson mô tả khoa học đầu tiên năm 1841.